# ジェフ・ベリボー
ジェフリー・ライアン・ベリボー（Jeffrey Ryan Beliveau, 1987年1月17日 - ）は、アメリカ合衆国ロードアイランド州プロビデンス郡ジョンストン出身の元プロ野球選手（投手）。左投左打。

## 経歴
2008年のMLBドラフト18巡目（全体551位）でシカゴ・カブスから指名され、プロ入り。この年は、傘下のルーキー級アリゾナリーグ・カブスとA-級ボイシ・ホークスで14試合に登板した。
2009年はA級ピオリア・チーフスで29試合に登板した。
2010年はA級ピオリアとA+級デイトナ・カブスで計46試合に登板した。
2011年はA+級デイトナとAA級テネシー・スモーキーズで計53試合に登板した。また、10月にはメキシコのグアダラハラで行われた第16回パンアメリカン競技大会における野球競技のアメリカ合衆国代表に選出された。オフに40人枠に登録された。
2012年はAAA級アイオワ・カブスで13試合に登板した後、メジャーに昇格した。7月22日のセントルイス・カージナルス戦でメジャーデビューを果たした。オフにDFAとなった。
2013年は、開幕を傘下のAAA級ラウンドロック・エクスプレスで迎えた。1試合に登板し、DFAとなった。4月16日にトレードで、タンパベイ・レイズへ移籍した。傘下のAAA級ダーラム・ブルズへ配属され、8月27日にメジャーに昇格した。
2014年は自己最多の30試合に登板した。オフの11月7日に日米野球2014のMLB選抜に選出された事が発表された。
2015年は5試合にリリーフ登板しただけであり、3年連続メジャーで未勝利、防御率13.50と結果を残せずじまいだった。11月6日に40人枠から外れ、自由契約となった。12月5日にボルチモア・オリオールズとマイナー契約を結んだ。
2016年は傘下のA+級フレデリック・キーズとAA級ボウイ・ベイソックスでプレーし、2球団合計で31試合に登板して4勝0敗2セーブ・防御率2.54・66奪三振の成績を残した。オフの11月7日にFAとなった。12月15日にトロント・ブルージェイズとマイナー契約を結んだ。
2017年は開幕を傘下のAAA級バッファロー・バイソンズで迎え、6月5日にメジャー契約を結んでアクティブ・ロースター入りした。7月22日にDFAとなり、7月25日に40人枠から外れる形でAAA級バッファローへ降格した。この年メジャーでは19試合に登板して1勝1敗・防御率7.47・17奪三振の成績を残した。レギュラーシーズン終了後の10月13日にFAとなった。11月22日にクリーブランド・インディアンスとマイナー契約を結んだ。
2018年は傘下のAAA級コロンバス・クリッパーズで開幕を迎え、4月26日にメジャー契約を結んでアクティブ・ロースター入りした。5月4日にDFAとなり、7日にマイナー契約でAAA級コロンバスへ配属された。5月29日に再びメジャー契約を結んでアクティブ・ロースター入りした。6月2日にオリバー・ペレスの加入に伴ってDFAとなり、5日にマイナー契約でAAA級コロンバスへ配属された。その後、8月8日に自由契約となった。

## 詳細情報

### 年度別投手成績
| 年 度    | 球 団    | 登 板 | 先 発 | 完 投 | 完 封 | 無 四 球 | 勝 利 | 敗 戦 | セ 丨 ブ | ホ 丨 ル ド | 勝 率 | 打 者 | 投 球 回 | 被 安 打 | 被 本 塁 打 | 与 四 球 | 敬 遠 | 与 死 球 | 奪 三 振 | 暴 投 | ボ 丨 ク | 失 点 | 自 責 点 | 防 御 率 | W H I P |
| -------- | -------- | ----- | ----- | ----- | ----- | -------- | ----- | ----- | -------- | ----------- | ----- | ----- | -------- | -------- | ----------- | -------- | ----- | -------- | -------- | ----- | -------- | ----- | -------- | -------- | ------- |
| 2012     | CHC      | 22    | 0     | 0     | 0     | 0        | 1     | 0     | 0        | 1           | 1.000 | 86    | 17.2     | 21       | 5           | 12       | 1     | 1        | 17       | 1     | 1        | 9     | 9        | 4.58     | 1.87    |
| 2013     | TB       | 1     | 0     | 0     | 0     | 0        | 0     | 0     | 0        | 0           | ----  | 4     | 0.2      | 1        | 0           | 1        | 0     | 0        | 0        | 0     | 0        | 0     | 0        | 0.00     | 3.00    |
| 2014     | TB       | 30    | 0     | 0     | 0     | 0        | 0     | 0     | 1        | 6           | ----  | 100   | 24.0     | 19       | 1           | 7        | 1     | 2        | 28       | 1     | 1        | 7     | 7        | 2.63     | 1.08    |
| 2015     | TB       | 5     | 0     | 0     | 0     | 0        | 0     | 0     | 0        | 1           | ----  | 15    | 2.2      | 6        | 1           | 1        | 0     | 0        | 2        | 0     | 0        | 4     | 4        | 13.50    | 2.63    |
| 2017     | TOR      | 19    | 0     | 0     | 0     | 0        | 1     | 1     | 0        | 2           | .500  | 70    | 15.2     | 17       | 4           | 6        | 1     | 1        | 17       | 0     | 0        | 14    | 13       | 7.47     | 1.47    |
| 2018     | CLE      | 9     | 0     | 0     | 0     | 0        | 0     | 0     | 1        | 0           | ----  | 26    | 4.2      | 7        | 2           | 5        | 0     | 1        | 2        | 0     | 0        | 6     | 6        | 11.57    | 2.57    |
| MLB：6年 | MLB：6年 | 86    | 0     | 0     | 0     | 0        | 2     | 1     | 2        | 10          | .667  | 301   | 65.1     | 71       | 13          | 32       | 3     | 5        | 66       | 2     | 2        | 40    | 39       | 5.37     | 1.58    |

- 「-」は記録なし

### 背番号
- 16（2012年）
- 38（2013年 - 2015年、2018年）
- 36（2017年）

### 代表歴
- 2011年パンアメリカン競技大会野球アメリカ合衆国代表